# الصوت عبر إل تي إي

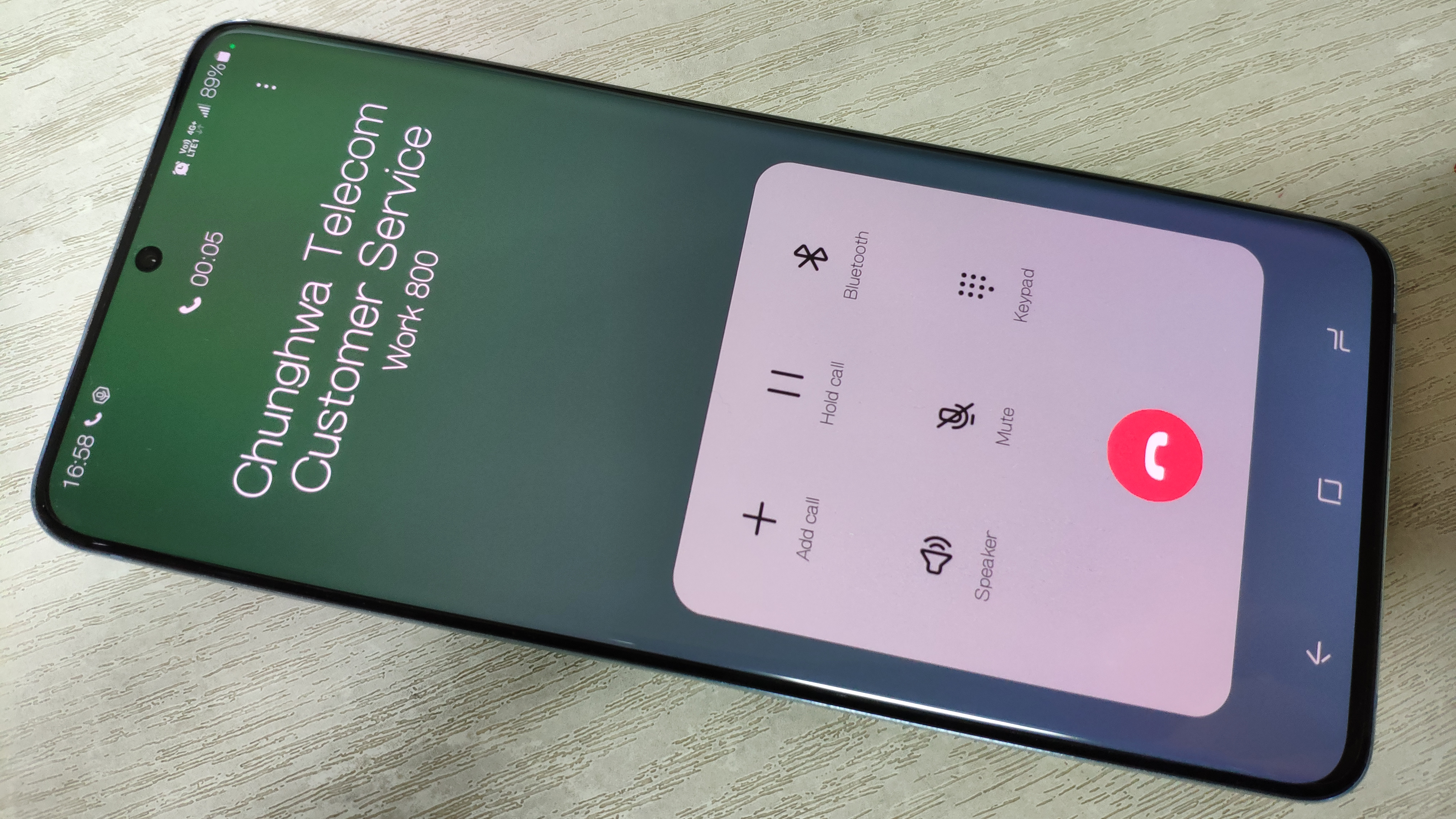
الاتصال عبر VoLTE

الصوت عبر إل تي إي ( VoLTE ) هو معيار اتصال لاسلكي عالي السرعة بتقنية LTE للمكالمات الصوتية باستخدام الهواتف المحمولة ومحطات البيانات. تتمتع هذه الخدمة بسعة صوت وبيانات أكبر بثلاث مرات من سعة الجيل الثالث النظام العام لاتصالات الأجهزة المحمولة الأقدم، وما يصل إلى ستة أضعاف سعة الجيل الثاني جي إس إم . تستخدم نطاق ترددي أقل لأن ترويسة حزم VoLTE أصغر من تلك الخاصة بـ VoIP / LTE غير المحسّنة. عادةً ما يتم احتساب تكلفة مكالمات VoLTE بنفس سعر المكالمات الأخرى.
لكي يتمكن المستخدم من إجراء مكالمة VoLTE، يجب أن يدعم الجهاز وبرامجه ومزودي الهواتف المحمولة على كلا الطرفين، بالإضافة إلى اتصال بين مشغلي الشبكات، هذه الخدمة في المنطقة وأن يكونوا قادرين على العمل معًا. تم تسويق VoLTE بوصفها "HD Voice" من قبل بعض مشغلي الشبكات، ولكن هذا مفهوم أوسع. علاوة على ذلك، يتم استخدام HD+ (EVS) فقط في إل تي إي؛ كان HD Voice متاحًا في 3G أيضًا.

## لمحة عامة
يعتمد VoLTE على الإطار المعماري للنظام الفرعي للوسائط المتعددة (IMS)، مع ملفات تعريف محددة لمستويات التحكم والوسائط الخاصة بالخدمة الصوتية.
وهذا يسهل إرسال خدمات الشبكات العريضة اللاسلكية لـ LTE التي حددتها الجمعية الدولية لشبكات الهاتف المحمول في PRD IR.92.
يؤدي هذا النهج إلى توفير خدمة الصوت (طائرات التحكم والوسائط) أثناء تدفقات البيانات داخل حامل البيانات LTE، دون الاعتماد على أو في نهاية المطاف الاحتياج إلى تبديل دائرة شبكة الصوت لتكون في مسار الاتصال.
اعتبارا من فبراير 2019، كان هناك 253 مشغلًا يستثمر في VoLTE في 113 دولة حول العالم، بما في ذلك 184 مشغل لخدمة VoLTE-HD التي تم إطلاقها تجارياً في 87 دولة، مقارنة مع 137 مشغل في 65 دولة قبل 12 شهرًا، وفقاً لبيانات جمعية مزودي الهواتف المحمولة العالمية. بحلول أغسطس 2019 بلغ عدد مشغلي هذه الخدمة 262 في 120 دولة، وبلغ عدد مشغلي خدمة VoLTE-HD الصوتية 194 مشغلًا في 91 دولة. 

## تاريخ
بدءا من أغسطس 2012، أطلقت MetroPCS أول خدمات VoLTE تجارية في العالم في دالاس، تكساس، في الولايات المتحدة، إلى جانب أول هاتف يدعم هذه الخدمة. في مايو 2014 ، قدمت سينجتل أول خدمة VoLTE تجارية "كاملة الميزات" في سنغافورة مع هاتف سامسونج جالكسي نوت 3 وتم توسيعها لاحقًا لاجهزة أخرى.  في يونيو 2014، عرضت KT أول خدمات تجوال عبر الحدود في العالم تعتمد على "الصوت عبر إل تي إي". تعاون المشغل الكوري الجنوبي مع تشينا موبايل لتطوير خدمات التجوال VoLTE. 
في نوفمبر 2014 ، أعلنت فيرايزون وإيه تي آند تي عن قيامهما بتمكين اتصالات VoLTE-to-VoLTE بين عملائها المعنيين. بدأت قابلية التشغيل البيني بين عملاء فرايزون و إيه تي آند تي في عام 2015. تم إجراء الاختبار والتصميم بين الشركتين باستخدام شبكات طرف ثالث مثل Alcatel-Lucent .  وذكر أن هذا قد اكتمل في نوفمبر 2017. 
في 11 يوليو 2015، أعلنت شركة سياتل كمبوديا عن أول خدمة VoLTE تجارية في العالم بنسبة 100% دون شبكة 2G / 3G في كمبوديا.
اعتبارا من عام 2020 ، تمتلك جميع الهواتف الجديدة المعروضة للبيع تقريبا القدرة على دعم فولتي.

بحلول 31 ديسمبر 2022 ، تخطط Verizon Wireless للانسحاب من شبكات 2G و3G CDMA لصالح 4G LTE و5G NR. سيُطلب من العملاء الذين لديهم أجهزة CDMA فقط (بالإضافة إلى 4G LTE الأقدم التي لا تحتوي على إمكانية HD Voice) ترقية أجهزتهم بحلول تاريخ الإغلاق. توقفت شركة فيريزون عن تنشيط الأجهزة التي تعمل على CDMA فقط على شبكتها في عام 2018، وكانت قد خططت سابقًا لإيقاف خدمة 3G في عام 2019، ولكن تمدد جدول زمني إيقاف شبكة 3G مرتين - أولاً إلى 31 ديسمبر 2020، ثم إلى 31 دسمبر 2022, والذي يقول نائب رئيس هندسة الشبكات "لن يتم تمديدها مرة أخرى". وأشارت الشركة إلى أن التأخيرات كانت في محاولة "لتقليل الاضطرابات" لعملائها الذين ما زالوا يستخدمون شبكة الجيل الثالث. كان أقل من 1% من عملاء فرايزون لا يزالون يستخدمون الجيل الثالث في مارس 2021، والعديد من الأجهزة المتصلة بشبكة الجيل الثالث هي أجهزة متكاملة مثل عدادات المرافق الذكية وأجهزة الإنذار ضد السرقة المنزلية. 